# Serguei Xelpakov
Serguei Vassílievitx Xelpakov (Сергей Васильевич Шелпаков) (Issilkul, óblast d'Omsk, 18 de setembre de 1956) va ser un ciclista rus que competí representant la Unió Soviètica. Va guanyar una medalla d'or a la prova en contrarelotge per equips als Jocs Olímpics d'estiu de Moscou de 1980.

## Palmarès
- 1974
  - Campió d'Europa júnior en Ruta
  - Campió d'Europa júnior en Contrarellotge per equips
- 1976
  - Vencedor d'una etapa a la Setmana ciclista Bergamasca
- 1977
  - Vencedor d'una etapa a la An Post Rás
- 1979
  -  Campió de la Unió Soviètica en Contrarellotge per equips
- 1980
  -  Medalla d'or als Jocs Olímpics de Moscou en Contrarellotge per equips (amb Iuri Kaixirin, Anatoli Iarkin i Oleg Logvin
- 1981
  -  Campió de la Unió Soviètica en Contrarellotge per equips